# Marianne Bastid-Bruguière
Marianne Bastid-Bruguière (* 13. November 1940 in Paris) ist eine französische Historikerin, Geographin, Sinologin und Universitätsprofessorin.
Marianne Bastid-Bruguière ist die Tochter von Paul Bastid und Suzanne Bastid. Ihr Interesse an China wurde durch einen chinesischen Schüler ihrer Mutter geweckt, der sich auf internationales Recht spezialisiert hatte und eine Dissertation zum Thema Koreakrieg schrieb. Sie studierte zunächst an der École normale supérieure, danach Chinesisch am Institut national des langues et civilisations orientales. Von 1964 bis 1965 unterrichtete sie an der Universität Peking, wo sie unter Anleitung von Shao Xunzheng ihre Dissertation über die Bildungsreformen und die Einführung eines modernen Schulsystems in China am Ende der Qing-Dynastie und dem Beginn der republikanischen Periode schrieb.
Im Jahre 1966 begann sie, am Centre national de la recherche scientifique in verschiedenen Funktionen zu arbeiten. Parallel dazu unterrichtete sie am Institut d’études politiques de Strasbourg, der Universität Paris VII und der École des hautes études en sciences sociales. Am 12. November 2001 wurde sie als Nachfolgerin des verstorbenen René Pomeau in die Académie des sciences morales et politiques gewählt. Im Jahre 2012 war sie Präsidentin dieser Institution. In ihrer Karriere hat sie mit zahlreichen Sinologen amerikanischer und japanischer Universitäten zusammengearbeitet. Sie war 25 Jahre lang Mitglied im Exekutivausschuss der Zeitschrift The China Quarterly. Im Jahre 2014 wurde sie mit dem Großkreuz der Französischen Ehrenlegion ausgezeichnet.
Seit 2002 ist sie ordentliches Mitglied der Academia Europaea.

## Werke
- Aspects de la réforme de l’enseignement en Chine: d’après les écrits de Zhang Jian, Paris, La Haye, Mouton, cop. 1971.
- L’Éducation en Chine : tradition et révolution, Genève, Centre de documentation et de recherche sur l’Asie, 1973
- L’Évolution de la société chinoise à la fin de la dynastie des Qing : 1873–1911, Paris, École des hautes études en sciences sociales, 1979
- Réforme politique en Chine, Paris, la Documentation française, 1988